# عمر الخضري
عمر الخضري لاعب كرة قدم سعودي .

## مسيرة اللاعب
كانت بداياته مع الاتحاد ولعب بعدها لأندية الفتح والرياض و الفيحاء ووقع مع النهضة في عام 2016 .
حقق دوري عبد اللطيف جميل مع نادي الفتح في عام 2012-2013 .

## الحياة الشخصية
سلطان هو شقيق اللاعب معن خضري.

## روابط خارجية
- عمر الخضري على موقع Soccerway.com (الإنجليزية)